# Benești (okręg Sybin)
Benești – wieś w Rumunii, w okręgu Sybin, w gminie Alțina. W 2011 roku liczyła 284 mieszkańców.

## Współpraca
Miejscowość partnerska:
- Durbuy, Belgia